# 深澤健太
深澤 健太（ふかさわ けんた）は、NHKのアナウンサー。

## 人物
山梨県南巨摩郡増穂町（現・富士川町）出身。成城大学社会イノベーション学部卒業後、2009年入局。
入局以来スポーツアナウンサーとして、サッカー、陸上選手権の実況を主に担当している。

## 現在の担当番組
- 各種スポーツ中継（サッカー・陸上選手権・プロ野球など）
- 首都圏・関東甲信越のニュース（不定期）

## 過去の担当番組
大分放送局時代（2009年度 - 2013年7月）
- 土曜スタジオパーク（2009年5月23日） - 新人お披露目
- 大分県のニュース・中継・リポート
- ししまるTV
- 着信御礼!ケータイ大喜利レポーター（2009年11月21日）[2]
- ニュースウオッチ9（スポーツキャスター代行・2013年7月24日 - 7月26日）

山形放送局時代（2013年8月 - 2017年7月）
- 山形県のニュース・中継・リポート
- ニュースやまがた6時（不定期・片山智彦のキャスター代行など）
- やままる（不定期・中谷文彦のキャスター代行など）
- NHKニュースおはよう日本（スポーツキャスター代行・2016年9月10日・11日）

松山放送局時代（2017年8月 - 2020年8月）
- 旅ラジ!（2018年2月28日）
- うまいッ!（地元応援団・2019年3月17日）
- 愛媛県・四国地方のニュース
- おはようえひめ（キャスター）
- ひめポン!（不定期・中澤輝のキャスター代行など）

仙台放送局時代（2020年9月 - 2024年度）
- FIFAワールドカップ2022 - スタジオ進行・中川安奈とともに
  - デイリーハイライト（2022年11月29日 - 2022年12月1日）
  - グループF「クロアチア」対「ベルギー」（2022年12月1日 - 2022年12月2日）
- 2023 FIFA女子ワールドカップ・グループC「日本」対「コスタリカ」（2023年7月26日）- 実況
- J1昇格プレーオフ決勝「東京ヴェルディ」対「清水エスパルス」（2023年12月2日）- 実況
- Jリーグ中継2024
  - 開幕節 「大分トリニータ」対「ベガルタ仙台」（2024年2月25日・宮城県域[注釈 1]） - 実況
- 宮城県・東北地方のニュース
- てれまさむね（ニュースリーダー・岩野吉樹のキャスター代行など）

東京アナウンス室時代（2025年度 - ）

## 同期のNHKアナウンサー
- 池田伸子
- 伊藤海彦
- 牛田茉友（退職）
- 角谷直也
- 勝呂恭佑
- 合原明子
- 酒匂飛翔
- 佐々木彩
- 佐藤誠太
- 鈴木遥
- 八田知大
- 廣瀬雄大
- 深川仁志